# Падина Матеј (Караш-Северин)
Падина Матеј (рум. Padina Matei) насеље је у Румунији у округу Караш-Северин у општини Гарник. Oпштина се налази на надморској висини од 585 m.

## Историја
По "Румунској енциклопедији" место је насељено 1804. године усред шумског предела. Куће брвнаре су градили рудари из Нове Молдове. Староседеоци су морали да се одселе, пре свега у Радимну где је било рударског посла. Прву цркву брвнару подигао је 1818. године, господар места Симеон Пецу.

## Становништво
Према подацима из 2002. године у насељу је живело 1009 становника, од којих су сви румунске националности.